# Połoz wysmukły
Połoz wysmukły (Platyceps najadum) – gatunek węża z rodziny połozowatych (Colubridae) występujący w południowej Europie i południowo-zachodniej Azji.

## Wygląd
Bardzo smukły wąż o gładkich łuskach i bardzo dużych oczach z okrągłą źrenicą, osiągający długość 100–140 cm. Szyja i wierzch głowy szare, na tułowiu barwa przechodzi w ciemnobrązową do żółtobrązowej. Po bokach szyi występują ciemne plamy, biało obwiedzione.

## Występowanie
Połoz wysmukły zamieszkuje duży obszar: wybrzeże Morza Adriatyckiego (od Istrii do Albanii), południową Serbię, Macedonię Północną, Grecję (w tym niektóre wyspy), południową Bułgarię, Turcję (wraz z jej europejską częścią), Cypr, Kaukaz, Zakaukazie i Bliski Wschód na wschód po Iran. Populacja z Turkmenistanu (Azja Środkowa) uznawana przez pewien czas za podgatunek połoza wysmukłego jest obecnie klasyfikowana jako odrębny gatunek Platyceps atayevi.
Zasiedla zbocza porośnięte drzewami i roślinami zielnymi, doliny rzek, tereny uprawne, polany i poręby, chętnie przebywa blisko pryzm kamieni i luźnych kamiennych murów, których używa jako kryjówek. 

## Tryb życia
Wąż ten prowadzi naziemny, dzienny tryb życia. Jest bardzo szybki i płochliwy.

## Rozmnażanie
Połoz wysmukły jest jajorodny. Samica składa od 3 do 5 jaj.